# Nothing Sacred
Nothing Sacred (br: Nada é Sagrado) é um filme estadunidense de 1937, do gênero comédia romântica, dirigido por William A. Wellman. 

## Elenco
- Carole Lombard ...  Hazel Flagg
- Fredric March ...  Wallace 'Wally' Cook
- Charles Winninger ...  Dr. Enoch Downer
- Walter Connolly ...  Oliver Stone
- Sig Ruman ...  Dr. Emil Eggelhoffer of Vienna
- Charles Richman[1] ... Major (não-creditado)

## Sinopse
Quando uma garota de uma pequena cidade é diagnosticada com uma doença rara e mortal, um jornalista ambicioso quer transformá-la em uma heroína nacional. 

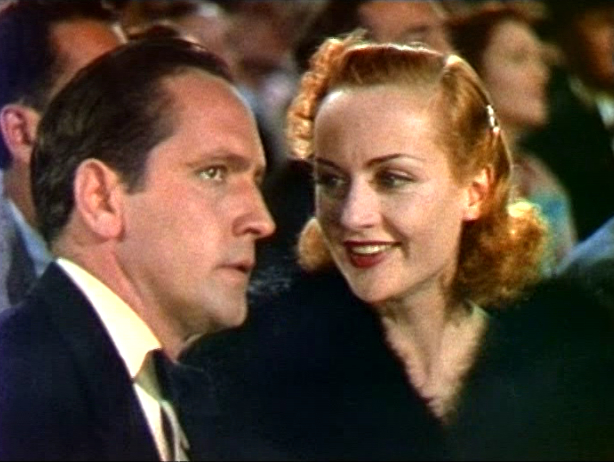